# Luis Pedro Cavanda
Luis Pedro Cavanda (Luanda, 2 de janeiro de 1991) é um futebolista belga nascido em Angola que atua como lateral-direito. Atualmente joga pelo Standard de Liège emprestado pelo Galatasaray.

## Carreira
Após jogar nas categorias de base do Standard Liège, Cavanda mudou-se para a Itália em 2007, sendo contratado pela Lazio para atuar na base dos Biancocelesti, onde se profissionalizou em 2010.
Fez sua estreia em 2009, em uma partida contra o time búlgaro do Levski Sofia, válido pela Liga Europa. Em agosto de 2010, estreia na Serie A italiana contra a Sampdoria, entrando no lugar de Simone Del Nero, usando a camisa 39, número usado por seu ídolo, o atacante francês Nicolas Anelka.
Em janeiro de 2011, Cavanda foi emprestado ao Torino, então na Serie B, tendo jogado apenas três partidas. em janeiro de 2012, foi emprestado novamente, desta vez ao Bari, participando de oito jogos antes de ser reintegrado ao elenco da Lazio. Assinou com o Trabzonspor em 2015, participando em 25 jogos durante uma temporada. Desde agosto de 2016, integra o elenco do Galatasaray.

## Seleção
Apesar de ser angolano de origem, Cavanda tem a cidadania belga por ter morado bom tempo no país quando jogava pela base do Standard Liège e também possui passaporte da República Democrática do Congo, onde sua mãe nasceu. Entre 2009 e 2012, defendeu as seleções de base da Bélgica, e chegou a ser elegível para uma possível chamada às seleções angolana e congolesa. Porém, optou em jogar pela equipe adulta da Bélgica em março de 2015, estreando pela seleção em outubro do mesmo ano, contra Andorra.